# Салгарин, Койшыгара
Салгараулы Койшыгара (род.в 1939 г. в Костанайской области) — писатель и историк-этнограф, лауреат Государственной премии Республики Казахстан, заслуженный деятель Казахстана.

## Трудовая деятельность
Работал редактором редакции газеты «Сельская жизнь», собственным корреспондентом Гостелерадио по Костанайской области, старшим редактором Костанайского, Торгайского областных управлений телевидения и радиовещания. 

1975—1990 г.г. — корреспондент, литературный сотрудник, заведующий отделом газеты «Социалистік Қазақстан» (совр. «Егемен Қазақстан»). 

В 1990 году — консультант Гостелерадио КазССР. 

1990—1993 г.г. — лаборант, младший, старший научный сотрудник Института литературы и искусства Академии наук Казахстана. 

В 1993—1997 годы Койшыгара Салгараулы был членом Национального совета по государственной политике при Президенте Республики Казахстан. Затем по поручению Главы государства несколько лет занимался исследовательской деятельностью в Китае. Результатом этих поисков стали 10 томов исследовательских трудов — материалы о тюркской истории, содержащиеся в китайских источниках.

1996—1997 г.г. — консультант отдела внутренней политики Администрации Президента Республики Казахстан.

С 2001 года — главный научный сотрудник Научного центра гуманитарных исследований «Евразия» Евразийского национального университета им. Л. Н. Гумилева.

Член Государственной ономастической комиссии при Правительстве Республики Казахстан. ПРОИСХОДИТ ИЗ ПЛЕМЕНИ КЫПШАК

## Награды
За выдающиеся достижения в области тюркологии работа «Улы каганат» Койшыгары Салгараулы, главного научного сотрудника центра «Евразия» Евразийского национального университета им. Л. Гумилева, удостоена премии имени Кюль-Тегина.